# Pillaïta
La pillaïta és un mineral de la classe dels sulfurs. Nomenat per Leopoldo Pilla (Venafro, 24 d'octubre de 1805 - Curtatone, 29 de maig de 1848), un científic de la terra i heroi de la independència italiana.

## Característiques
La pillaïta és una sulfosal de fórmula química Pb9Sb10S23ClO0.5. Va ser aprovada com a espècie vàlida per l'Associació Mineralògica Internacional l'any 1997, sent publicada per primera vegada el 2001. Cristal·litza en el sistema monoclínic. La seva duresa a l'escala de Mohs es troba entre 3 i 4.
Segons la classificació de Nickel-Strunz, la pillaïta pertany a «02.JB: Sulfosals de l'arquetip PbS, derivats de la galena, amb Pb» juntament amb els següents minerals: diaforita, cosalita, freieslebenita, marrita, cannizzarita, wittita, junoïta, neyita, nordströmita, nuffieldita, proudita, weibul·lita, felbertalita, rouxelita, angelaïta, cuproneyita, geocronita, jordanita, kirkiïta, tsugaruïta, zinkenita, scainiïta, pellouxita, chovanita, aschamalmita, bursaïta, eskimoïta, fizelyita, gustavita, lil·lianita, ourayita, ramdohrita, roshchinita, schirmerita, treasurita, uchucchacuaïta, ustarasita, vikingita, xilingolita, heyrovskýita, andorita IV, gratonita, marrucciïta, vurroïta i arsenquatrandorita.
L'exemplar que va servir per a determinar l'espècie, el que es coneix com a material tipus, es troba conservat al Museu d'Història Natural i del Territori de la Universitat de Pisa.

## Formació i jaciments
Va ser descoberta a la mina Buca della Vena, situada a la localitat de Ponte Stazzemese, a la Província de Lucca (Toscana, Itàlia). Es tracta de l'únic indret de tot el planeta on ha estat descrita aquesta espècie mineral.